# Choi Won-kwon
Choi Won-kwon (8 de novembro de 1981) é um futebolista profissional sul-coreano que atua como defensor.

## Carreira
Choi Won-kwon representou a Seleção Sul-Coreana de Futebol nas Olimpíadas de 2004.